# فرآیند کومن
فرایند کومن (فرایند کومن–فنول، فرایند هاک) یک فرایند صنعتی برای سنتز فنول و استون از بنزن و پروپیلن است. این اصطلاح از نام کومن (ایزوپروپیل بنزن)، ماده واسطه ای که در طی فرآیند تولید می‌شود، گرفته شده‌است. این فرآیند توسط آر. یودریس و پی. سرگئیف در سال ۱۹۴۲ (اتحاد جماهیر شوروی سوسیالیستی)، و به‌طور مستقل توسط هاینریش هاک در سال ۱۹۴۴ معرفی شد.
این فرآیند دو ماده اولیه نسبتاً ارزان، بنزن و پروپیلن را به دو ماده با ارزش بالای، فنول و استون تبدیل می‌کند. واکنش‌دهنده‌های دیگر مورد نیاز، اکسیژن هوا و مقادیر کمی از یک آغازگر رادیکالی است. اکنون بیشتر تولید جهانی فنول و استون بر اساس این روش انجام می‌شود. در سال ۲۰۰۳، نزدیک به ۷ میلیون تن فنول با فرآیند کومن تولید شد. برای اینکه این فرآیند اقتصادی باشد، باید تقاضای محصول جانبی استون و همچنین فنل نیز وجود داشته باشد.

## همچنین ببینید
- بیس‌فنول آ
- آلکیلاسیون فریدل–کرافتس
- اکسایش بایر–ویلیگر
- فرایند راشیگ–هوکر (فنول نیز تولید می‌کند)